# M1 (телеканал, Угорщина)
M1 – угорський інформаційний телеканал, запущений 1 травня 1957 року. Раніше був загальнотематичним національним каналом, але з 15 березня 2015 всі розважальні передачі були передані Duna і він став головним телеканалом.

## Історія
На додаток до постійного розширення та розвитку радіомовлення у 1950-х роках виникла потреба у впровадженні телевізійних станцій на Заході. Перший тестовий ефір був показаний 15 грудня 1953 зі станції поштових експериментів на вулиці Гьялі. Другий судовий розгляд відбувся у червні 1955 року на пагорбі Свободи, поряд із колишнім готелем Харгіта у Віденському постекспериментальному інституті. У 1955 році було збудовано першу 60-метрову вежу на горі Сечені. Він розпочав свою діяльність 23 лютого 1957 року, але офіційно розпочав свою роботу 1 травня на честь Дня праці. Регулярне телевізійне мовлення почалося лише 1958 року, і діяли лише випробувальні вежі. Однак додаткові податки були необхідні покриття всієї країни, створення магістральної податкової мережі та будівництва ретрансляційних станцій по всій країні.
Перша кольорова телевізійна трансляція відбулася 1969 року. У 70-х та 80-х роках податкова мережа була ще більш розширена. На початку це було передано лише кілька днів на тиждень, зовсім не в понеділок. Винятком з цього була трансляція події національного інтересу, такої як космічна подорож Берталана Фаркаша у 1980 році. Тут запуск космічного корабля впав у понеділок. З 1989 року він виходить в ефір щодня.